# Spiesia glacialis
Spiesia glacialis là một loài thực vật có hoa trong họ Đậu. Loài này được (Benth. ex Bunge) Kuntze miêu tả khoa học đầu tiên năm 1891.